# Resolució 1800 del Consell de Seguretat de les Nacions Unides
La Resolució 1800 del Consell de Seguretat de les Nacions Unides fou adoptada per unanimitat el 20 de febrer de 2008. Per tal que el Tribunal Penal Internacional per a l'antiga Iugoslàvia pugui dur a terme judicis addicionals tan aviat com sigui possible i complir amb la seva estratègia de finalització, el Consell de Seguretat ha donat llum verda a la designació de més jutges ad litem que els dotats per a l'estatut del tribunal.
En virtut del Capítol VII de la Carta de les Nacions Unides, el Consell va decidir que el Secretari General designés, dins dels recursos existents, jutges ad litem addicionals al Tribunal, tot i el fet que el nombre total de jutges ad litem nomenats a les cambres, de tant en tant, superaria temporalment el màxim de 12 previstos en l'estatut del tribunal. El número total no ha de ser superior a 16 en cap moment, tornant a un màxim de 12 abans del 31 de desembre de 2008.